# Architis turvo
Espèce
Architis turvo est une espèce d'araignées aranéomorphes de la famille des Pisauridae.

## Distribution
Cette espèce est endémique du Rio Grande do Sul au Brésil,. Elle se rencontre vers Derrubadas.

## Description
La femelle holotype mesure 4,6 mm.

## Étymologie
Son nom d'espèce lui a été donné en référence au lieu de sa découverte, le parc d'État du Turvo.

## Publication originale
- Santos, 2007 : A revision of the Neotropical nursery-web spider genus Architis (Araneae: Pisauridae). Zootaxa, no 1578, p. 1-40.